# 아라카와 사건
아라카와 사건(일본어: 荒川事件)은 1969년 프로 야구 드래프트 회의에서 지명된 아마추어 야구의 유력 선수인 아라카와 다카시의 프로 입단을 둘러싸고 일어난 사건이다.

## 개요

### 드래프트 지명
1969년 프로 야구 드래프트 회의에서는 와세다 대학의 아라카와 다카시가 지명 후보로 주목받는 존재가 되어 있었다.
아라카와는 양부인 아라카와 히로시가 요미우리 자이언츠의 코치로 있던 것과 도쿄 6대학 리그의 홈 구장인 메이지 진구 야구장을 홈으로 사용하고 있는 구단이 아톰스(1970년부터 산케이 아톰스)였던 것도 있어서 드래프트 회의 전부터 "요미우리와 아톰스 이외는 거부한다"고 명시했다.
당시 드래프트에서는 예비 추첨으로 최고 순위를 뽑은 구단부터 차례로 선호하는 선수를 지명할 수 있는 시스템을 채용하였고, 현재와 같이 중복 지명 추첨 제도도 시행하지 않아 다른 구단이 지명한 선수는 지명하지 못했다. 그 결과 요미우리는 11번째, 아톰스는 9번째로 지명하게 되어 적어도 아톰스에 입단하려면 의중 외의 8개 구단에서 지명되지 않아야 했다. 1번째 지명을 실시한 주니치 드래곤스와 2번째 지명을 실시한 한신 타이거스는 아라카와의 지명을 강행하지 않았으나 3번째인 다이요 웨일스가 아라카와는 제시액에 따라 입단을 결정한다는 정보를 얻어(결과적으로 거짓 정보였다) 아라카와의 지명을 강행했다.
사실 지명 순서가 정해진 시점에서 다이요는 주니치가 야자와 겐이치, 한신이 오타 고지를 지명한다고 생각해 그럴 경우에는 우에다 지로를 지명하려 했다. 그러나 한신이 오타가 아닌 우에다를 지명하면서 다이요는 오타를 지명할지, 아닐지에 기로에 서게 되었다. 다이요 홈 구장인 가와사키 구장은 공장이 많은 지역에 있어 오타를 지명하더라도 여성 팬의 입장을 기대할 수 없다고 생각한 오너 나카베 겐키치가 구단 대표였던 모리 시게오 등의 반대를 무릅쓰고 실력파인 아라카와를 획득하게 되었다. 또한 모리가 와세다 야구부의 전 감독이었고, 아라카와의 은사인 이시이 도키치로가 모리의 제자인 것도 있어 지명으로 이어졌다는 설도 있다.
따라서 아톰스와 요미우리는 아라카와를 지명할 수 없게 되었다(참고로 아톰스는 센다이 상업고등학교의 포수 야에가시 유키오를, 요미우리는 와세다 대학의 투수였던 고사카 도시히코를 각각 1순위로 지명했다). 이것이 아라카와의 야구 인생이 암전에 이르는 계기가 되었다.

### 거래를 전제로 한 입단
아라카와는 드래프트 직후 바로 입단 거부를 표명했고, 협상도 거부했다. 이를 계기로 아라카와는 다이요의 팬으로 추정되는 사람에게 험한 소리를 들었고, 마침내 후술하게 되는 상해 사건에 이르게 되었다. 그럼에도 아라카와는 의사를 굽히지 않고 1970년 2월에 미국으로 야구 유학을 가 다음의 드래프트를 기다렸다. 그 동안 다이요는 현지 법인을 통해 아라카와에게 접촉을 계속 시도했고 요미우리 이외의 구단도 아라카와를 지명했을 때의 정보를 얻었다. 그 후 다이요는 요미우리·야쿠르트와 극비 협상을 시도해 일단 다이요에 입단시킨 후 의중의 팀에 입단하는 삼각 트레이드를 제안했다. 요미우리는 조건 면에서 타협하지 못해 포기했고 야쿠르트는 아라카와를 회유하기 위해 와세다 OB인 미하라 오사무를 감독으로 초빙할 준비를 진행했다. 미하라는 감독 취임 조건으로 아라카와의 입단을 전제로 걸었다.
같은 해 10월 7일, 아라카와는 다이요와 정식 계약을 맺었다. 드래프트 지명 선수와의 협상 마감 2일 전이었다. 입단 발표 자리에는 아라카와는 나타나지 않았고 모리 구단 대표와 스카우트 부장만 참석했다. 이 날 바로 야쿠르트에서 트레이드를 신청하여 12월 26일 야쿠르트 이적이 발표되었다. 처음에는 젊은 투수의 트레이드가 계획되어 있었으나 선수의 심정을 고려하여 금전 거래의 형식을 취했다.
당초에 "다이요의 유니폼을 입는 일은 없다"고 웨일스의 모리 시게오 대표는 말했지만 스즈키 류지 센트럴 리그 회장은 연습에 참가시킬 것을 요청했다. 따라서 아라카와는 다이요 입단 직후에 연습에 참가하였기 때문에 일단 다이요의 유니폼을 입고 있는 모습도 사진으로 남아 있다. 등번호는 다이요와 야쿠르트 모두 3번이었다.

### 이후
아라카와는 염원을 실현했으나 '드래프트를 찢었다'라는 것으로 세간에서 비난을 받아 센트럴 리그 사무국으로부터 1개월 간 공식 경기 출장 정지의 처벌을 받았다.
아라카와의 프로 입단을 둘러싼 문제를 계기로 야구 협약이 개정되어 신인 선수의 첫 해 이적이 금지되었다(그러나 이후에 이 규정은 '개막 이전 이적 금지'로 완화되었다. 에가와 사건의 에가와 스구루가 마지막으로 이 규정에 의해 개막 후 신인이 요미우리로 이적한 형태를 취하고 있다).
1978년 2월 16일, 참의원 법무위원회에서 프로 야구 드래프트 회의와 직업 선택의 자유의 관계에 대해 당사자로써 참고인으로 출석했다.

### 상해 사건
다이요의 드래프트 지명에 대해 처음에는 입단을 거부한 아라카와는 협박 전화나 피가 가득 들어 있는 편지나 면도기가 들어 있는 봉투를 연일 받는 등 괴롭힘을 받았다. 하지만 아라카와가는 진심으로는 맞붙지 않고 다이요 구단도 보안을 붙이는 등의 대책을 강구했다.
드래프트 회의에서 대략 2개월이 지난 1970년 1월 5일 밤, 아라카와는 자택 근처에서 개를 산책시키려 했는데 열광적인 다이요의 팬들과 그를 노리던 2명의 괴한에게 습격당했다. 곤봉 모양의 흉기로 구타를 당한 아라카와는 급히 입원을 하게 되었고 그 결과 후두부와 왼손 중지 골절로 전치 2주의 진단을 받았다.
괴한에게 습격당해 머리를 강타 당한 후유증 때문인지 아라카와의 왼쪽 눈의 시력은 점점 저하되었다. 프로 3년차 이후 성적은 점차 약해져 당시 최신 시력 교정 수술 등을 받기도 했다. 하지만 회복되지 못했고 왼손 타자로 전향했으나 결국 1975년에 프로 데뷔 5년 만에 은퇴하게 되었다. 당시에 28세로 젊은 나이였다.
또한 상해를 입힌 범인은 아직 발견되지 않았으며 공소 시효가 폐지된 지금도 누구의 소행인지는 알 수 없는 상태이다.

## 기타
- 1969년 드래프트 회의에서는 아라카와가 다이요에 입단한 것으로 인해 다이요는 드래프트 사상 처음으로 당해에 지명한 선수가 모두 입단한 첫 구단이 되었다.
- 아라카와 사건은 그 후에도 오랫동안 꼬리를 끌고 다녀 다이요 웨일스 및 후신 구단인 요코하마 베이스타스는 2008년 드래프트 회의에서 마쓰모토 게이지로와 호소야마다 다케시를 지명하지 전까지 40년 간 와세다 대학 출신의 선수를 지명하는 일이 없었다. 요코하마의 드래프트 지명이 가능하게 된 계기는 요코하마의 팀 운영 총괄을 맡은 무라카미 다다노리와 와세다 대학 야구부의 감독이었던 오타케 아쓰요시가 사회인 시절에 친분이 있던 사이로 요코하마와 와세다 사이의 루트가 재확립되었던 것이 크다. 드래프트 회의 이후 구단 사장이었던 사사키 구니아키는 이를 보고 "오늘은 역사적인 날"이라고 표현했다.
- 현재는 이적을 전제로 한 선수 계약은 금지되어 있으며 1995년 긴테쓰 버펄로스가 후쿠도메 고스케를 1순위로 지명했을 때 입단을 꺼려했던 후쿠도메에게 3년 후 이적을 조건으로 내걸어 협상한 긴테쓰가 커미셔너로부터 주의 처분을 받았다(후쿠도메는 긴테쓰에 입단하지 않고 3년 후 드래프트에서 주니치 드래곤스에 입단했다).

## 참고 문헌
- 사와미야 유 저 《드래프트 1위 9인의 빛과 그림자》(가와데쇼보신샤, 2008년)